# ハンス・フーバー

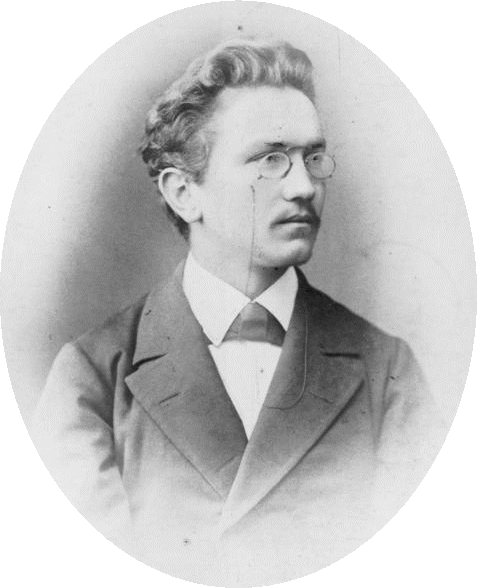
ハンス・フーバー

ハンス・フーバー（Hans Huber, 1852年6月28日 - 1921年12月25日）は、スイスの作曲家・ピアニスト・音楽教師。本名はヨハン・アレクサンダー・フーバー (Johann Alexander Huber)。

## 生涯
スイスのドイツ語圏カトリック地域であるゾロトゥルン州エッペンベルク＝ヴェシュナウに生まれる。音楽愛好家の家庭に育って早くからピアノ演奏の才能を発揮。聖歌隊員としても活動。1870年にドイツのライプツィヒ音楽院に入学し、カール・ライネッケのもとで学ぶ。1877年に帰国してバーゼルの総合音楽学校で教師として活動するが、バーゼル音楽院に教授として迎えられたのは、やっと1889年になってからだった。しかし1896年には院長に就任している。ロカルノにて没。
ヨハネス・ブラームスやカミーユ・サン＝サーンスと親交が深く、堅固な構成においてその両者の影響が認められるが、標題的な性格において、エクトル・ベルリオーズやヨアヒム・ラフの影響も明らかである。代表作に、8つの交響曲といくつかの協奏曲がある。